# Dubinné
Dubinné é um município da Eslováquia, situado no distrito de Bardejov, na região de Prešov. Tem 7,08 km² de área e sua população em 2018 foi estimada em 352 habitantes.

## Demografia
| Ano:        | 1994 | 2004   | 2014    | 2024   |
| ----------- | ---- | ------ | ------- | ------ |
| Broj ljudi: | 349  | 328    | 365     | 333    |
| Razlika:    |      | -6,01% | +11,28% | -8,76% |

| Ano:               | 2023 | 2024   |
| ------------------ | ---- | ------ |
| Número de pessoas: | 331  | 333    |
| Diferença:         |      | +0,60% |